# Acide vératrique
L'acide vératrique, ou acide 3,4-diméthoxybenzoïque, est un composé aromatique qui peut être considéré à la fois comme un dérivé de l'acide benzoïque substitué avec deux groupes alcoxyle et comme un dérivé du vératrole avec un groupe carboxyle. Il est présent naturellement chez certaines plantes telles que les vératres (par exemple le vérâtre blanc). Il peut être utilisé comme matière première pour produire divers composés, notamment le vératrole.